# Samsung SGH-F480
De Samsung SGH-F480 (ook bekend als Tocco in veel Engelstalige landen, of Player Style in Frankrijk) is een mobiele telefoon met touchscreen aangekondigd in februari 2008 en uitgegeven in mei 2008 door Samsung. De mobiele telefoon komt in drie kleuren: zwart, roze en goud. De mobiele telefoon gebruikt een 7,1 cm TFT touchscreen die 256.000 kleuren kan laten zien. De slogan van deze mobiele telefoon is "Live better, live longer" (Leef beter, leef langer).